# Clark County (Indiana)
Clark County ist ein County im Bundesstaat Indiana der Vereinigten Staaten. Der Verwaltungssitz (County Seat) ist Jeffersonville.

## Geographie
Das County liegt im Süden von Indiana, grenzt im Südwesten an Kentucky und hat eine Fläche von 974 Quadratkilometern, wovon drei Quadratkilometer Wasserfläche sind. Es grenzt im Uhrzeigersinn an folgende Countys: Scott County, Jefferson County, Floyd County und Washington County.

## Geschichte
Clark County wurde am 3. Februar 1801 aus Teilen des Knox County gebildet. Benannt wurde es nach George Rogers Clark, einem US-amerikanischen General.
16 Bauwerke und Stätten des Countys sind im National Register of Historic Places eingetragen (Stand 31. August 2017).

## Demografische Daten

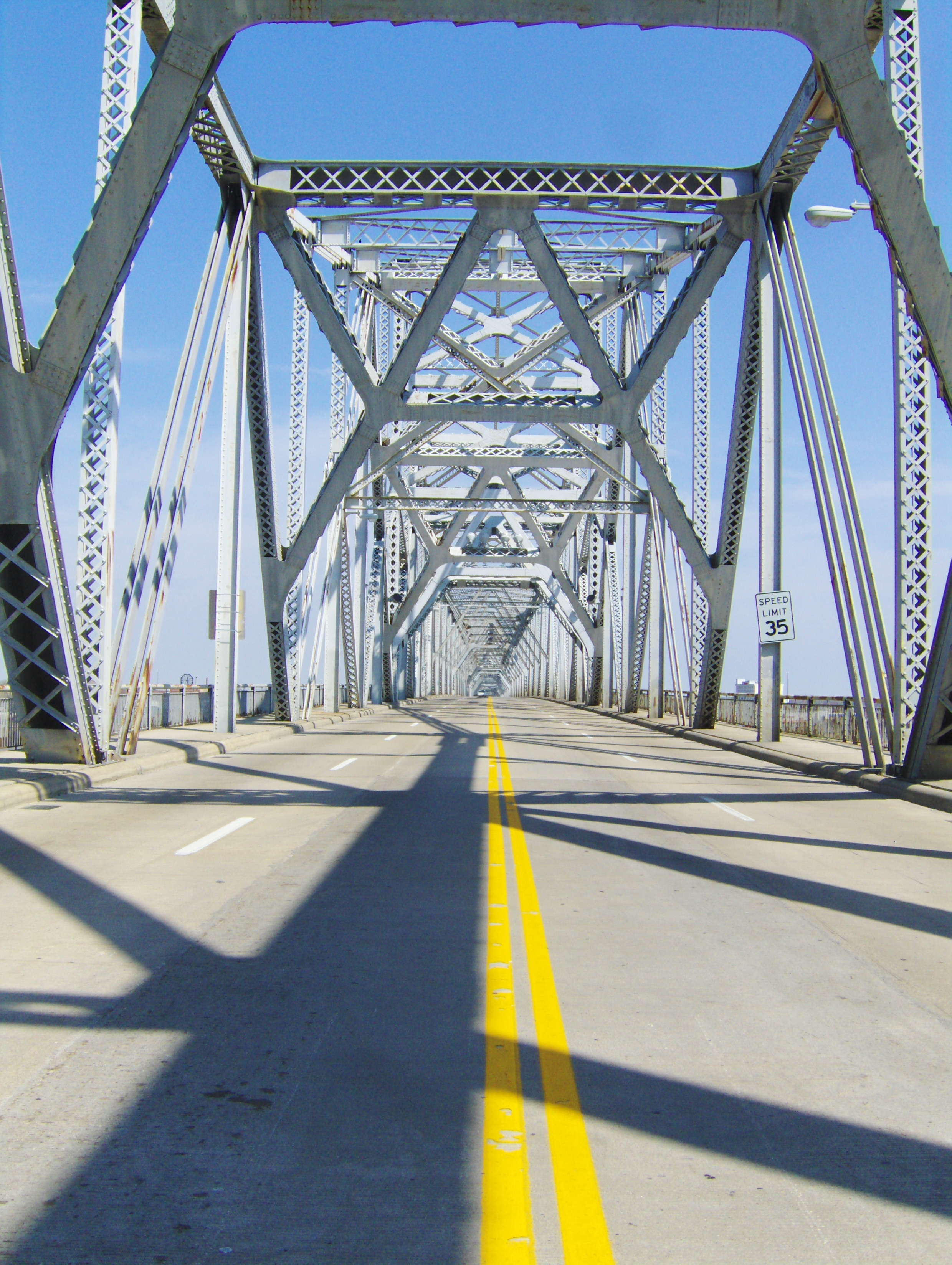
Die George Rogers Clark Memorial Bridge, gelistet im NRHP

Nach der Volkszählung im Jahr 2000 lebten im Clark County 96.472 Menschen in 38.751 Haushalten und 26.544 Familien. Die Bevölkerungsdichte betrug 99 Einwohner pro Quadratkilometer. Ethnisch betrachtet setzte sich die Bevölkerung zusammen aus 90,30 Prozent Weißen, 6,63 Prozent Afroamerikanern, 0,26 Prozent amerikanischen Ureinwohnern, 0,59 Prozent Asiaten, 0,04 Prozent Bewohnern aus dem pazifischen Inselraum und 0,79 Prozent aus anderen ethnischen Gruppen; 1,40 Prozent stammten von zwei oder mehr Ethnien ab. 1,86 Prozent der Bevölkerung waren spanischer oder lateinamerikanischer Abstammung.
Von den 38.751 Haushalten hatten 31,4 Prozent Kinder unter 18 Jahre, die mit ihnen im Haushalt lebten. 52,1 Prozent waren verheiratete, zusammenlebende Paare, 12,5 Prozent waren allein erziehende Mütter und 31,5 Prozent waren keine Familien. 26,3 Prozent waren Singlehaushalte und in 9,3 Prozent lebten Menschen mit 65 Jahren oder darüber. Die Durchschnittshaushaltsgröße betrug 2,45 und die durchschnittliche Familiengröße lag bei 2,95 Personen.
24,2 Prozent der Bevölkerung waren unter 18 Jahre alt, 9,0 Prozent zwischen 18 und 24, 30,6 Prozent zwischen 25 und 44 Jahre. 23,8 Prozent zwischen 45 und 64 und 12,3 Prozent waren 65 Jahre alt oder älter. Das Durchschnittsalter betrug 36 Jahre. Auf 100 weibliche Personen kamen 94,7 männliche Personen. Auf 100 Frauen im Alter von 18 Jahren und darüber kamen 91,7 Männer.
Das jährliche Durchschnittseinkommen eines Haushalts betrug 40.111 USD, das Durchschnittseinkommen der Familien 47.412 USD. Männer hatten ein Durchschnittseinkommen von 32.197 USD, Frauen 24.033 USD. Das Prokopfeinkommen betrug 19.936 USD. 6,0 Prozent der Familien und 8,1 Prozent der Bevölkerung lebten unterhalb der Armutsgrenze.

## Orte im County
- Arctic Springs
- Bennettsville
- Bethlehem
- Blackiston Village
- Blue Lick
- Borden
- Broom Hill
- Carwood
- Cementville
- Charlestown
- Clarksville
- Hamburg
- Henryville
- Hibernia
- Jeffersonville
- Longview Beach
- Marysville
- Memphis
- Nabb
- New Liberty
- New Market
- New Washington
- Oak Park
- Otisco
- Otto
- Owen
- Perry Crossing
- Port Fulton
- Prather
- River Ridge
- Rolling Hills
- Runyantown
- Sellersburg
- Speed
- Starlight
- Sunset Village
- Underwood
- Utica
- Vesta
- Watson
- Wilson

Townships
- Bethlehem Township
- Carr Township
- Charlestown Township
- Jeffersonville Township
- Monroe Township
- Oregon Township
- Owen Township
- Silver Creek Township
- Union Township
- Utica Township
- Washington Township
- Wood Township